# Kantongerecht Zaltbommel
Het kantongerecht Zaltbommel was van 1838 tot 1934 een van de kantongerechten in Nederland. Bij de instelling was Zaltbommel het vierde kanton van het arrondissement Tiel. Het gerecht kreeg in 1885 de beschikking over het Stadskasteel.

## Het kanton
Kantons werden in Nederland ingevoerd in de Franse tijd. In ieder kanton zetelde een vrederechter. Deze werd in 1838 opgevolgd door de kantonrechter. Het aantal kantons werd daarbij fors ingekrompen. Voor Zaltbommel, toen nog aangeduid als Bommel verandert er echter weinig. Het was oorspronkelijk een kanton in het arrondissement 's-Hertogenbosch. Na de Franse tijd werd het ingedeeld bij het arrondissement Tiel. In 1838 omvatte het de gemeenten: Zaltbommel, Driel, Ammerzoden, Nederhemert, Poederoyen, Brakel, Zuilichem, Gameren, Kerkwijk, Heerewaarden, Hurwenen, Hedel en Rossum.

### Aanpassingen
In 1877 vond er een herindeling van rechterlijke gebieden plaats in Nederland. De provinciale hoven worden opgeheven en het aantal rechtbanken en kantongerechten wordt fors ingekrompen. In Zaltbommel bleef het echter net als in 1838 vrijwel volledig bij het oude. Omdat het naburige kanton Culemborg werd opgeheven werd Bommel nu het derde kanton van Tiel.
In 1933 werd een tweede reorganisatie doorgevoerd. Opnieuw werd een groot aantal kantons opgeheven waarbij ditmaal ook Zaltbommel. Ook de rechtbank in Tiel moest sluiten. De gemeenten die tot Zaltbommel hadden behoord werden allemaal overgeheveld naar het kanton 's-Hertogenbosch. In 1940 werd dit door het Duitse bestuur gewijzigd, waarbij het oude Zaltbommel alsnog in zijn geheel bij Tiel werd gevoegd.